# Mohammad Reza Ameli Tehrani
Mohammad Reza Ameli Tehrani (em persa محمدرضا عاملی تهرانی ) foi  Ministro da Informação do Irão durante o regime de Mohammad Reza Pahlevi e um dos fundadores do Partido Pan-Iraniano (em persa : حزب پان ایرانیست ). Ele foi sentenciado com pena de morte pelo tribunal revolucionário e executado em 8 de maio de 1979.

## Inícios e educação
Ameli nasceu em 1927.  Ele formou-se em Medicina na Faculdade de Medicina da Universidade de Teerã. Aí especializou-se na área de anestesiologia.

## Carreira política e pontos de vista
Ameli Tehrani iniciou aa suas atividades políticas com apenas 14 anos e teve uma vida longa como nacionalista. Ele foi considerado como o líder do pensamento nacionalista iraniano pela maioria dos nacionalistas iranianos tendo publicado vários livros e numerosos artigos sobre esse tema.
Os ensinamentos de Tehrani espalharam uma nova luz sobre o nacionalismo iraniano dando ênfase à unidade dos Iranianos numa nação soberana com total respeito por todos os grupos étnicos, linguísticos e religiosos do Irã. Estamos perante um nacionalismo cultural baseado na história e cultura da nação iraniana, em vez de uma estrita ideologia. É um nacionalismo que incorpora liberdade, valores democráticos e mútuo respeito nas relações com as outras nações. Também é um nacionalismo que preserva na defensiva e não no expansionismo ofensivo.

## Vida pessoal
Ao contrário das acusações posteriores de ser um corruptor, o fa(c)to é que tinha uma vida simples com um apartamento alugado e conduzia um velho Paykan. Quase nada tinha de valor. Ele não tinha riqueza alguma e a sua esposa e os seus quatro filhos ficaram na miséria após a sua execução.

## Julgamento e execução
O tribunal Revolucionário acusou o Dr. Mohammad Reza Ameli Tehrani, como  “corruptor na Terra” e condenou-o à morte. Ele e outras 21 pessoas foram executadas por fuzilamento em 8 de maio de 1979.